# Smittia subrecta
Smittia subrecta är en tvåvingeart som beskrevs av Maurice Emile Marie Goetghebuer och Lenz 1943. Smittia subrecta ingår i släktet Smittia och familjen fjädermyggor.
Artens utbredningsområde är Österrike. Inga underarter finns listade i Catalogue of Life.